# Atentát na Ronalda Reagana
Neúspěšný atentát na Ronalda Reagana, 40. prezidenta Spojených států amerických, byl spáchán 30. března 1981 ve Washingtonu. Reagan, který byl v úřadu teprve 69 dnů, byl spolu se třemi dalšími osobami vážně postřelen Johnem Hinckleym. Prezident Reagan sice utrpěl vážný průstřel plicního laloku, avšak díky rychlé lékařské pomoci se poměrně rychle uzdravil. Stal se tak, po Theodoru Rooseveltovi, v pořadí druhým americkým prezidentem, který přežil atentát provedený střelnou zbraní.
Ačkoliv viceprezident USA nebyl oficiálně povolán k převzetí úřadu prezidenta, jistou kontroverzi vyvolala skutečnost, že se George H. W. Bush do Washigtonu velice rychle dostavil z texaského Fort Worthu, na palubě Air Force Two.
Hinckley byl shledán nevinným z důvodu úplné nepříčetnosti a byl umístěn do psychiatrické léčebny, z níž byl propuštěn v září 2016. Tento rozsudek vyvolal širokou diskusi o zákonech týkajících se zproštění viny z důvodu nepříčetnosti. Na jejím základě byly příslušné zákony přepracovány tak, aby došlo ke zmírnění rizika jejich zneužití ze strany obžalovaného.

## Motiv činu
Za Hinckleyho motivací k atentátu stála jeho posedlost herečkou Jodie Fosterovou. Hinckley žil v sedmdesátých letech v Hollywoodu a právě zde minimálně patnáctkrát navštívil promítání filmu Taxi Driver (česky: Taxikář), přičemž se silně ztotožnil s jeho hlavní postavou Travisem
Bickleym. Hlavní linie filmu spočívá v Bickleyho snaze chránit dvanáctiletou prostitutku
hranou Jodie Fosterovou, což vyvrcholí až v jeho pokus o vraždu amerického senátora, který
kandiduje na post prezidenta.
Během následujících let pronásledoval Hinckley Fosterovou po celých Spojených státech a jeho posedlost zašla až tak daleko, že poté, co se v magazínu People dozvěděl o skutečnosti, že Fosterová studuje na Yale University, přihlásil se zde k dálkovému studiu. Na sklonku roku 1980 jí posílal velké množství různých dopisů a vzkazů. Zjistil si i její telefonní číslo a odmítal přestat i přes naprostý nezájem Fosterové o Hinckleyho osobu.
Poté, co se mu nepodařilo navázat s Fosterovou kontakt, Hinckley vymyslel několik plánů, jak přilákat její pozornost – unést letadlo nebo spáchat před ní sebevraždu. Nakonec, aby vzbudil její zájem, se rozhodl zavraždit prezidenta. Podle jeho teorie se pak stane historickou osobností rovnocennou Fosterové. Proto následoval prezidenta Jimmyho Cartera ze státu do státu, ale byl v Nashvillu uvězněn pro držení zbraně. Hinckleyho rozhodnutí zabít prezidenta bylo rovněž inspirováno filmem Taxi Driver. Bez peněz se ještě jednou vrátil domů a navzdory psychiatrické péči léčící deprese, jeho duševní zdraví se nezlepšilo. V roce 1981 zaměřil pozornost na nově zvoleného prezidenta Ronalda Reagana. V téže době začal sbírat informace o Lee Harvey Oswaldovi, vrahovi Johna F. Kennedyho, ve kterém spatřoval svůj vzor.
Během roku 1981 jí poslal několik dalších dopisů, které Fosterová předala děkanovi a ten je následně postoupil yaleskému policejnímu oddělení, které se Hinckleyho pokusilo bezúspěšně vystopovat.

## Přepadení uhotelu

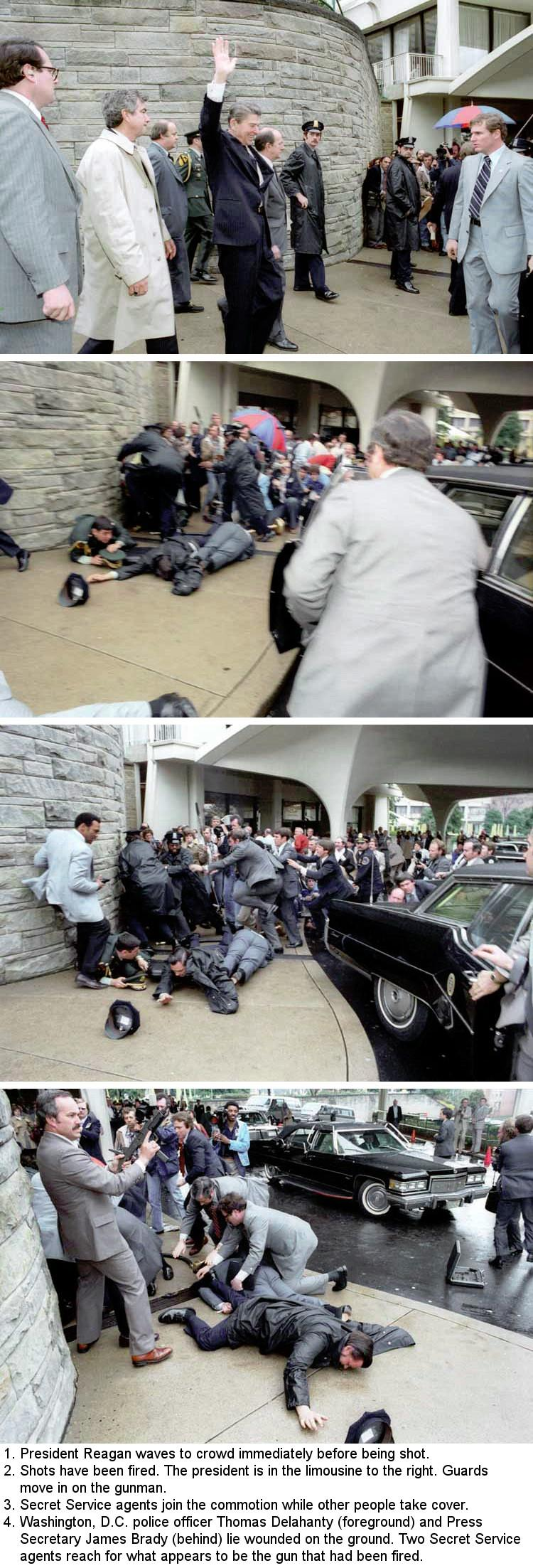
Série fotografií z atentátu na Ronalda Reagana

### Proslov vhotelu Hilton
Hinckley přijel do Washingtonu 29. března autobusem společnosti Greyhound a ubytoval se v hotelu Park Central. Příští ráno si během snídaně v restauraci McDonald's všiml článku v deníku Washington Star, ve kterém byla zmínka o Reaganově schůzce ve washingtonském hotelu Hilton; Hinckley si uvědomil, že přišla jeho chvíle k učinění tahu. Dvě hodiny před spácháním atentátu napsal Hinckley (avšak neodeslal) Fosterové dopis, ve kterém zmiňuje naději, že ji velikost tohoto jeho činu, jakým je vražda prezidenta, dostatečně ohromí. 30. března uspořádal Reagan recepci, na které byl přítomen i kanadský ministerský předseda Pierre Trudeau. Do hotelu vstoupil přibližně ve 13.45, před tím ještě zamával novinářům a davu přihlížejících.

### Střelba
Krátce před 14.30 opustil Reagan hotel Hilton a šel směrem k čekající prezidentské limuzíně. Hinckley vyskočil z davu Reaganových fanoušků a vypálil na něj celkem šest ran z revolveru Röhm RG-14 ráže .22 a to během pouhých tří sekund. První kulka zasáhla tiskového mluvčího Bílého domu Jamese Bradyho do hlavy. Druhá zasáhla washingtonského policistu Thomase Dalahantyho do zad. Třetí rána Reagana minula a zasáhla jedno z oken protější budovy. Čtvrtá zasáhla agenta tajné služby Timothyho McCarthyho do břicha. Pátá zasáhla neprůstřelné okno poblíž stojící prezidentské limuzíny. Šestá střela se odrazila od karosérie limuzíny, zasáhla prezidenta, prošla jeho plící a zastavila se ve vzdálenosti cca 2,5 cm od jeho srdce.

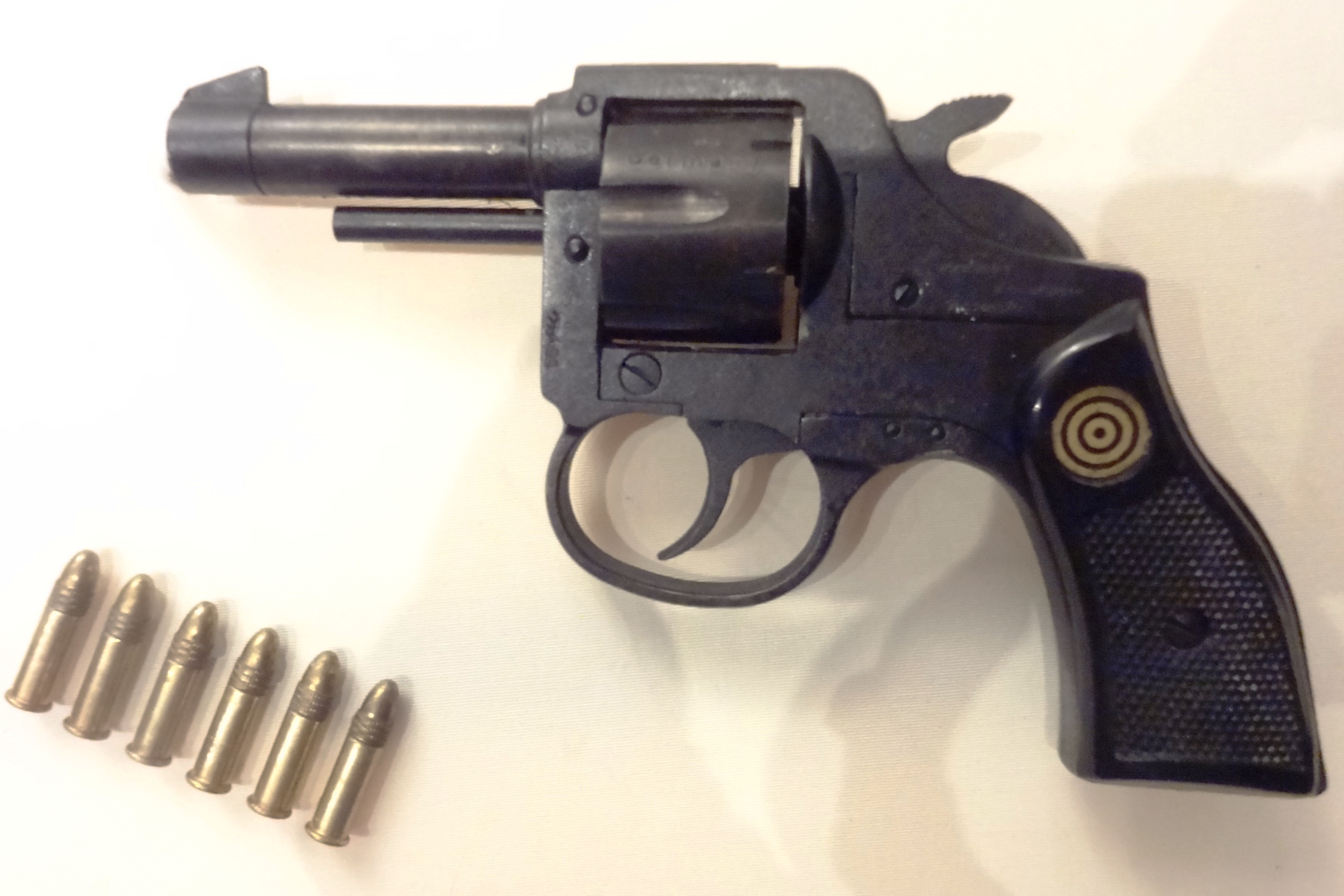
Revolver Röhm RG-14 jako exponát v Reaganově prezidentské knihovně

Okolo stojící svědci a členové ochranky Hinckleyho okamžitě povalili na zem, sebrali mu zbraň a spoutali ho. Šestnáct minut po atentátu bylo zjištěno, že použitá zbraň byla zakoupena v obchodě se zbraněmi Rocky's Pawn Shop v texaském Dallasu. Jako střelivo byly použity náboje 22LR „Devastator“, které obsahovaly azid olovnatý, ty měly explodovat při kontaktu s cílem. Náboje nebyly vyrobeny (alespoň legálně ne) ve Spojených státech, neboť podle amerického federálního práva jsou náboje s explozívním účinkem považovány za ilegální. Žádný ze šesti vystřelených nábojů neexplodoval.
Celý incident byl zaznamenán více než pěti kameramany přítomnými na místě činu, mezi nimiž nechyběli např. kameramani CNN, NBC, ABC atd. Hinckley se během zatýkání zeptal policisty, zda bude kvůli jeho činu odloženo předávání filmových Cen Akademie – a také se stalo, bylo odloženo až na večer dalšího dne.

### Univerzitní nemocnice George Washingtona
Chvíli po střelbě byl prezident za pomoci agentů tajné služby uložen do limuzíny. Zprvu nikdo nezaregistroval, že byl prezident zasažen. Agent Jerry Parr si však během prohlídky prezidenta povšiml, že začíná vykašlávat světlou a zpěněnou krev, což indikovalo poranění plíce. Prezident si kvůli ohromné bolesti způsobené střelou myslel, že mu agent Parr během jeho nakládání do limuzíny zlomil žebro. Agent Parr nařídil, aby byl prezident okamžitě převezen do Univerzitní nemocnice George Washingtona (George Washington University Hospital).
U vjezdu do nemocnice nebyl připraven žádný vozík, ačkoliv byl personál na příjezd vážně zraněného prezidenta předem upozorněn. Reagan vystoupil za pomoci ochranky z vozu a byl doveden do pohotovostní místnosti. Reagan si stěžoval na velmi obtížné dýchání a po cestě na sál neustále upadal na zem.
Zásahový tým, vedený doktorem Josephem Giordanem okamžitě prezidentovi zavedl nitrožilní výživu, protitetanové sérum, odsávání krve z hrudníku a nasadil mu kyslíkovou masku. Když první dáma Nancy Reaganová přijela na sál za svým manželem, pronesl prezident slavnou větu: „Miláčku, zapomněl jsem se sehnout“ (před tou kulkou). Hrudní odsavač neustále odváděl velké množství krve a Dr. Benjamin Aaron se rozhodl k operativnímu zákroku, neboť se krvácení neustále zhoršovalo. Reagan krvácením ztratil až polovinu celkového množství krve. Reagan na operačním těsně pred započetím zákroku pronesl další slavnou větu: „Pánové, řekněte mi prosím, že jste tu všichni republikáni.“ Ačkoliv tomu tak nebylo, všichni solidárně přikývli: „Dnes jsme všichni republikáni.“ Operace trvala celkem tři hodiny, pooperační stav byl zkomplikován horečkou, kterou se podařilo potlačit až za pomoci antibiotik. Prezidentův stav se poté velice rychle zlepšoval a ráno dalšího dne již v nemocnici podepsal několik zákonodárných listin.
Reagan opustil nemocnici po třinácti dnech hospitalizace, schůzku kabinetu neřídil až do šestadvacátého dne, město Washington neopustil až do devětačtyřicátého dne a k tiskové konferenci se odhodlal až 79 dnů od hospitalizace. Reaganův osobní lékař sdělil, že k absolutnímu uzdravení došlo až v říjnu toho roku. Reagan měl na den po střelbě původně naplánovánu návštěvu Filadelfie, což náležitě okomentoval sestřičce ve chvíli, než byl intubován: „Každopádně bych teď raději byl ve Filadelfii.“

## Alexander Haig „ukormidla“

Ministr zahraničí USA Alexander Haig hovoří na tiskové konferenci o střelbě na prezidenta

Zanedlouho po atentátu se v Bílém Domě sešli členové kabinetu, mezi nimi např. ministr zahraničí Alexander Haig, zástupce ministerstva obrany Caspar Weinberger a poradce pro národní bezpečnost Richard Allen. Měli za úkol probrat různé scénáře, které mohly vést ke spáchání atentátu, dále měli zkontrolovat, zda se v okolí USA nenachází větší než obvyklé množství sovětských ponorek a také probrat možnost nástupu viceprezidenta do úřadu prezidenta v případě Reaganovy smrti.
Tyto rozhovory byly Richardem Allenem nahrávány na magnetofonové pásky a později byly i zveřejněny. Allen prohlásil: „Kormidlo nyní spočívá na této židli a zůstane zde, dokud nedorazí viceprezident.“ Haig ovšem nebyl v nástupnictví druhým v pořadí, nýbrž až pátý a ostatními členy kabinetu byl tedy nařčen z překračování svých pravomocí.
Souběžně s touto schůzí probíhala v Bílém Domě tisková konference, na které se jeden z přítomných novinářů zeptal tiskového mluvčího Larryho Speakese, kdo by měl nyní převzít otěže moci. Speakes odvětil: „Na tuto otázku nyní nemohu odpovědět.“ Poté, co návladní Haig uslyšel toto vyjádření, přišel do tiskové místnosti a pronesl následující kontroverzní prohlášení:
Podle ústavy, pánové, máte post prezidenta, viceprezidenta a za ním ze zde přítomných následuje ministr zahraničí. A v tomto pořadí by tedy měl po prezidentovi převzít kormidlo viceprezident, který tu ovšem momentálně není, a tak jsem u kormidla já. Čekám tedy na příjezd viceprezidenta a jsem s ním neustále v kontaktu. Pokud by došlo k nějaké nestandardnosti, samozřejmě s ním vše zkonzultuji.

## Hinckleyho rodinné kontakty
Atentátník John Hinckley byl synem Johna Hinckleyho, st., který byl předsedou naftařské společnosti Vanderbilt Energy Corp. Jeho otec velice podporoval George H. W. Bushe v prezidentských primárkách v roce 1980, který v nich stanul právě proti Ronaldu Reaganovi. Další zajímavostí je skutečnost, že Hinckleyho starší bratr Scott Hinckley měl na den po atentátu sjednánu schůzku s Bushovým synem Neilem Bushem.
Tisková agentura Associated Press uvedla o této události krátkou zmínku dne 31. března 1981: „Rodina muže, který spáchal pokus o atentát na prezidenta Reagana je v blízkém kontaktu s rodinou viceprezidenta George H. W. Bushe a rodina Hinckleových značně podporovala Bushe v politické kampani (…) starší bratr atentátníka, Scott Hinckley měl na dnešní večer domluvenu schůzku se synem viceprezidenta Bushe v Denveru (…) noviny Houston Post uvedly, že Neil Bush je momentálně nedostupný a nejsou od něj schopny získat žádné vyjádření týkající se atentátu.“

## Dění po atentátu

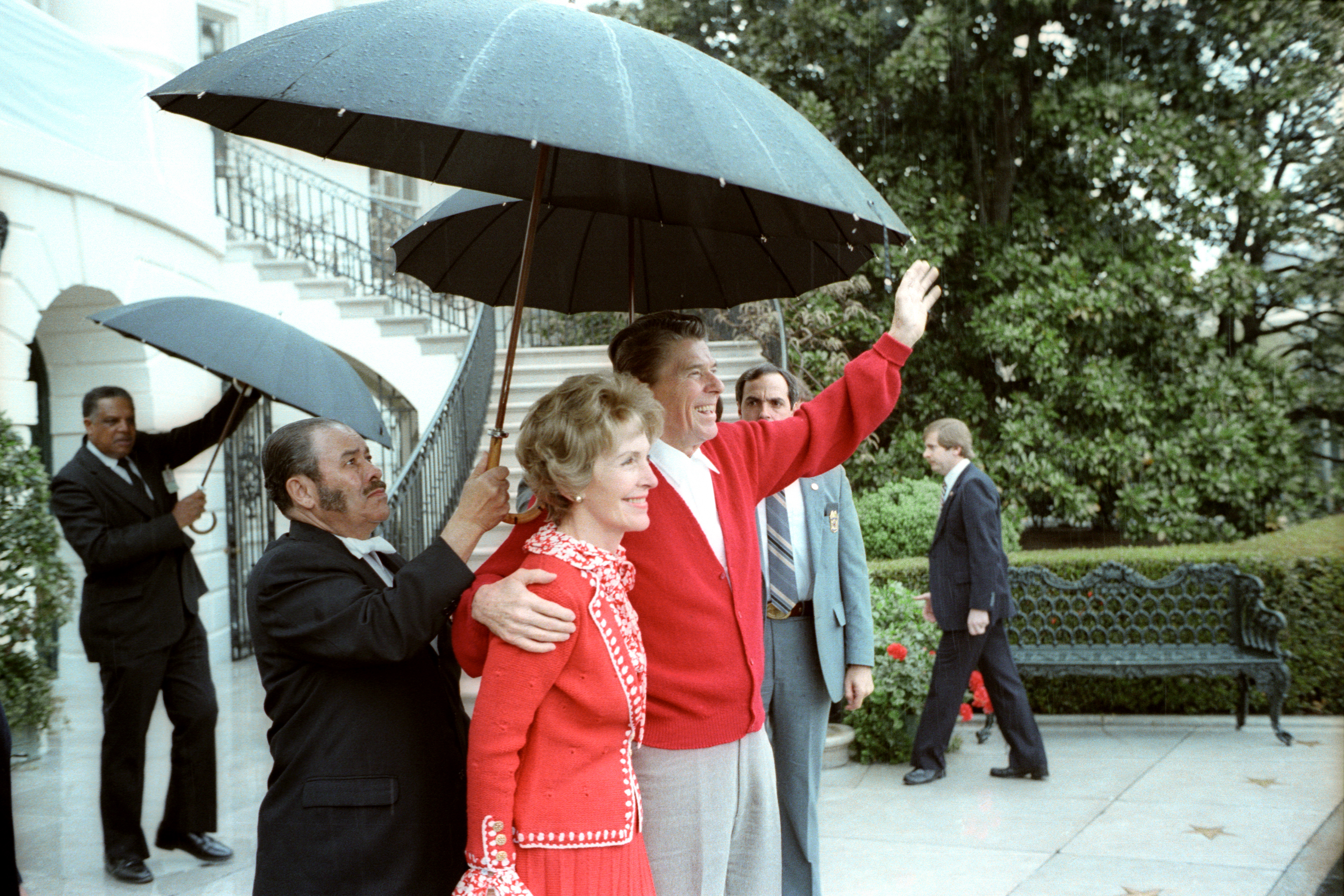
Manželé Reaganovi po návratu do Bílého domu dne 11. dubna

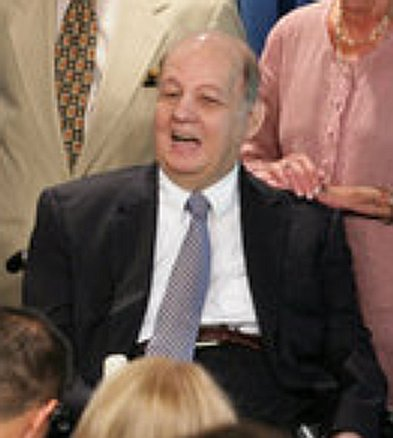
Bývalý tiskový mluvčí James Brady v dubnu 2006

Reaganovy plány na příští měsíc, mezi nimi například návštěva Johnsonova vesmírného střediska v Houstonu, byly kvůli události zrušeny. Reagan se do úřadu v oválné pracovně navrátil 25. dubna za potlesku členů vládního kabinetu. Reagan na to odvětil: „Za vaši týmovou práci v době mé nepřítomnosti bych měl zatleskat já vám.“ Jeho prvním veřejným vystoupením bylo slyšení u Kongresu týkající se jeho plánovaných daňových škrtů, které se konalo 28. dubna. New York Times o tomto napsal: „Reaganovi se dostalo dvou bouřlivých ovací ve stoje, které symbolizovaly hold jeho rychlému uzdravení a též jeho připravovaným reformám.“
Dva zranění policisté se ze svých zranění vyléčili, nicméně policista Dalahanty byl nucen kvůli trvalým následkům od policie odejít. Vážně raněn byl rovněž prezidentův tiskový mluvčí James Brady, který utržil vážné poranění hlavy a zůstal ochrnutý na spodní polovinu těla. Brady i přes tyto následky zůstal Reaganovým tiskovým mluvčím až do konce volebního období. Později se Brady společně se svojí manželkou Sarah snažili zlepšit legislativní mechanismy pro kontrolu držení zbraní ve Spojených státech. Rovněž se aktivně angažovali v organizaci pro kontrolu zbraní Handgun Control, Inc, která byla později přejmenována na Brady Campaign to Prevent Gun Violence. Dále pak založili podobnou organizaci s názvem Brady Center to Prevent Gun Violence. Plodem jejich práce bylo schválení zákona pro kontrolu zbraní tzv. Brady Handgun Violence Prevention Act v roce 1993.
Hinckley byl dne 21. června 1981 shledán nevinným z důvodu absolutní nepříčetnosti. Psychiatrické posudky vyžádané obhájcem jej shledaly v době činu naprosto šíleným, zatímco posudky vyžádané žalobcem jej shledaly v době činu příčetným. Na základě doporučení svého obhájce odmítl Hinckley během procesu vypovídat. Následně mu byla soudně nařízena ústavní léčba a byl umístěn na psychiatrické oddělení nemocnice St. Elizabeths Hospital ve Washingtonu, D.C., z níž byl propuštěn v roce 2016. Po skončení procesu napsal, že atentát na Reagana „byl největším vyznáním lásky v dějinách lidstva“ a nevyjádřil nad svým činem žádnou lítost.
Tento „osvobozující“ rozsudek vyvolal celospolečenskou diskusi, na jejímž základě se Kongres Spojených států amerických a mnohé státy unie rozhodly pro výrazné přepracování zákonů, týkajících se zproštění viny pro nepříčetnost.
Jodie Fosterová byla v roce 1981 nesčetněkrát kontaktována zástupci médii. K otázce svého pronásledování Hinckleym se vyjádřila celkem třikrát: na tiskové konferenci konané několik dnů po atentátu, v článku napsaném roku 1982, a v televizním interview na stanici CBS. Po zmínce o této události i několikrát interview předčasně ukončila.